# Tympanoctomys
Tympanoctomys ist eine Gattung aus der südamerikanischen Nagerfamilie der Trugratten (Octodontidae). In die Gattung werden drei heute lebende Arten gestellt, die bekanntere ist die Rote Viscacharatte (Tympanoctomys barrerae), zwei weitere umfassen die Kirchner-Viscacharatte (Tympanoctomys kirchnerorum) und die Chalchaleros-Viscacharatte (Tympanoctomys loschalchalerosorum). Alle drei Arten bewohnen extrem trockene Gebiete im Westen von Argentinien, ihr Verbreitungsgebiet ist dadurch stark fragmentiert. Sie leben unterirdisch in komplexen Bauen und sind reine Pflanzenfresser, wobei Salzpflanzen überwiegen. Insgesamt ist aber über die Lebensweise wenig bekannt. Tympanoctomys ist die erste Säugetiergattung, bei der ein tetraploider Chromosomensatz angenommen wird. Der Bestand der beiden Arten gilt als bedroht. Die Gattung wurde 1942 eingeführt. Neben den rezenten Arten ist mit Tympanoctomys cordubensis eine ausgestorbene Art bekannt, die aus pleistozänen Ablagerungen des zentralen und östlichen Argentinien überliefert ist.

## Merkmale

### Habitus
Tympanoctomys-Arten sind kleine Vertreter der Trugratten und von mausähnlicher Gestalt mit einer Gesamtlänge von 25 bis 30 cm, der Schwanz erreicht etwa die Länge des restlichen Körpers. Das Gewicht schwankt zwischen 50 und 100 g. Das Fell hat am Rücken zumeist eine rötliche oder gelblich-braune Färbung, am Bauch erscheint es weißlich. Der Schwanz ist dicht behaart und zweifarbig mit einer dunkleren Tönung auf der Oberseite und einer cremefarbenen unterseits. Am Schwanzende besteht ein langes pinselförmiges Haarbüschel, das bei der Roten Viscacharatte deutlicher ausgeprägt ist als bei der Kirchner-Viscacharatte. Der Kopf ist groß, die Ohren sind klein und mit einem Haarbüschel an der Basis versehen. Einzigartig sind steife, bündelartig auftretende Haare, die auf dem Gaumen hinter den oberen Schneidezähnen wachsen. Die Vorder- und Hinterfüße besitzen jeweils vier Zehen, die Rückenseiten weisen eine dichte Behaarung auf. Der Hinterfuß ist relativ kurz, die vier Krallen sind gut entwickelt.

### Schädel- und Gebissmerkmale
Der Schädel ist kurz und breit, in der Aufsicht hat er eine birnenförmige Gestalt, sodass er im Bereich des Hirnschädels breiter als an den Jochbögen wird. Die Länge des Schädels beträgt 27 bis 39 mm, die Breite an den kurzen und tiefen Jochbögen 17 bis 19 mm, am Hirnschädel bis zu 21 mm. Die größere Breite des hinteren Schädels wird vor allem durch die extreme Aufblähung der Paukenblasen erreicht. Diese sind zudem in ihrer Länge sehr ausgedehnt und nehmen fast die Hälfte der Schädellänge ein, innerhalb der Trugratten besitzt Tympanoctomys so die größten Paukenblasen. Das Rostrum dagegen ist schmal, das Nasenbein kurz und flach gestaltet. Das Stirnbein verbreitert sich typischerweise nach hinten.
Der Unterkiefer ist kurz und breit mit Längen zwischen 17 und 22 mm. Das Gebiss ist deutlich reduziert und besteht nur aus jeweils einem Schneidezahn, einem Prämolar und drei Molaren je Kieferbogen, die Zahnformel lautet dementsprechend: {\displaystyle {\frac {1.0.1.3}{1.0.1.3}}}. Damit sind insgesamt 20 Zähne ausgebildet. Die Schneidezähne stehen senkrecht oder zeigen nach hinten (orthodont oder opisthodont). Sie sind breit und mit einem orangefarbenen Zahnschmelz versehen. Zwischen ihnen und der hinteren Bezahnung besteht ein Diastema, das des Unterkiefers ist moderat eingetieft. Die hinteren Zähne sind allesamt äußerst hochkronig (euhypsodont). Die Form der Backenzähne ähnelt in der Aufsicht einer 8, die beiden durch die mittlere Einschnürung entstandenen lappenartigen Erweiterungen sind aber deutlich vorn und hinten zusammengedrückt. Der größte Zahn ist der letzte Prämolar, bei dem eine weitere zungenseitige Einschnürung auf der Kauoberfläche auftritt. Der hinterste Molar ist in seiner Größe stark reduziert und ebenfalls 8- oder kommaförmig. Die Länge der oberen und unteren Zahnreihe liegt bei jeweils 5 bis 6 mm.

### Genetik
Bemerkenswert bei Tympanoctomys ist, dass die Tiere möglicherweise einen tetraploiden Chromosomensatz haben, das heißt, sie besitzen vier Chromosomensätze statt der üblichen zwei, wobei die Rote Viscacharatte das erste Säugetier ist, bei dem dies angenommen wird. Die Kern-DNA hat ein Gewicht von 16,8 pg (Picogramm), was doppelt so viel ist wie bei den nahe verwandten, aber diploiden Trugratten, etwa der Viscacharatte (Octomys) oder der Pinselschwanzratte (Octodontomys). Der Karyotyp umfasst 50 Chromosomenpaare, 36 Paare davon repräsentieren metazentrische bis submetrazentrische Chromosomen und 14 Paare stellen subtelozentrische Autosomen dar (2N = 102). Die diploide Anzahl ist allerdings geringer, als es bei einer einfachen Verdopplung des Karyotyps zu erwarten wäre. Wie es typisch für polyploide Organismen ist, sind die Spermien durchschnittlich größer als bei diploiden.
Einige Wissenschaftler führen dagegen das hohe Gewicht der Kern-DNA nicht auf einen tetraploiden Chromosomensatz, sondern auf eine erhöhte Konzentration von Heterochromatin in den Zellkernen zurück.

## Verbreitung
Die Vertreter der Gattung Tympanoctomys sind im südlichen Südamerika verbreitet. Die Rote Viscacharatte kommt dabei im zentral-westlichen Argentinien vor, ist aber nur von rund einem Dutzend Fundstellen belegt, die fleckenhaft in den Provinzen Mendoza, La Pampa und Neuquén über ein Gebiet von rund 490 km in Nord-Süd- und 280 km in Ost-West-Richtung verteilt sind. Die zweite Art, die Kirchner-Viscacharatte, bewohnt dagegen ein kleines Areal rund 550 km weiter südlich in der Provinz Chubut. Sie ist nur von einer einzigen Population bekannt; einige subfossile Funde, die bis auf ein Alter von rund 5400 Jahren datieren, sind entlang des Río Chubut belegt. Die Gattung ist endemisch in besonders trockenen Landschaften, die Habitate umfassen Salzpfannen, Sanddünen und Buschlandschaften. Die Höhenverbreitung reicht von 300 bis 1400 m.

## Lebensweise
Tympanoctomys ist nachtaktiv und einzelgängerisch. Die Tiere leben unterirdisch in komplexen Bauen die in Sandhügeln gegraben werden. Die Baue haben mehrere Eingänge, Nahrungskammern, durchgehende sowie blinde Tunnel und können in bis zu drei verschiedenen Ebenen angelegt sein. Bemerkenswert ist, dass die Eingänge in flachen Hängen so positioniert sind, dass sie im Winter bei einem durchschnittlich niedrigeren Sonnenstand Sonnenlicht direkt in das Tunnelsystem hereinlassen, im Sommer, bei höherem Sonnenstand, dagegen nicht. Die Tiere sind reine Pflanzenfresser, die sich überwiegend von Blättern von Halophyten wie Atriplex, Allenrolfea, Heterostachys und Suaeda ernähren. Bei der Nahrungsaufnahme halten sie die Blätter mit den Vorderpfoten und reiben mit den unteren Schneidezähnen über die Blattoberfläche. Dadurch befreien sie die Blattepidermis von überflüssigen Salzen und mindern so die übermäßige Aufnahme von Elektrolyten. Als Besonderheit haben sich an den Seiten des Gaumens gegenüber den Unterkieferschneidezähnen zwei Bündel von Borsten ausgebildet, die beim Reiben durch Vibrationen behilflich sind. Sie fungieren beim Reinigen als ein zweites Paar von Schneidezähnen. Dadurch kann Tympanoctomys die Nahrung schneller von Salz befreien, als es anderen Nagetieren in ariden Regionen möglich ist. Als spezielle Anpassungen an die extrem trockenen Klimabedingungen sind die Nieren darauf ausgerichtet, Urin hoch anzureichern, was den Wasserverlust vermindert. Die Fortpflanzung ist nur wenig untersucht. Alle bekannten Jungtiere kamen bisher im Februar zur Welt. Junge wiegen 4 g und haben geschlossene Augen. Nach vier Tagen hat sich das Körpergewicht etwa verdoppelt, am sechsten Tag öffnen sie die Augen. Erste feste Nahrung nehmen die Jungen mit zehn Tagen zu sich, wobei sie ebenfalls über die Blätter reiben.

## Systematik
Tympanoctomys ist eine Gattung aus der Familie der Trugratten (Octodontidae), die wiederum zu den Meerschweinchenverwandten (Caviomorpha) zählen. Die Trugratten umfassen nur etwas mehr als ein halbes Dutzend Arten, die allesamt in Südamerika heimisch sind und vielfältige Biotope bewohnen, von feuchteren Busch- und Waldlandschaften über felsige Regionen bis hin zu wüstenartigen Gebieten. Zu den engsten Verwandten von Tympanoctomys zählen die Goldene Viscacharatte (Pipanacoctomys aureus) und die Viscacharatte (Octomys mimax). In einigen neueren Systematiken wird die Goldene Viscacharatte und zusätzlich auch die Chalchaleros-Viscacharatte (Salinoctomys loschalchalerosorum) innerhalb der Gattung Tympanoctomys geführt. Die Trugratten bildeten sich laut molekulargenetischen Untersuchungen im Oberen Miozän vor rund 7,8 Millionen Jahren heraus. Ihre Entstehung geht mit Landschaftsveränderungen und Habitatfragmentierungen im Zusammenhang mit der Auffaltung der Anden einher. Tympanoctomys bildete sich dann im Übergang vom Pliozän zum Pleistozän vor rund 2,5 Millionen Jahren heraus. Eine Aufspaltung in die beiden heute bestehenden Arten fand vermutlich rund eine Million Jahre später statt, was mit dem Ende einer größeren Eiszeitphase in Patagonien korreliert. Möglicherweise ist die heutige, fragmentierte Verbreitung der Gattung ein Relikt, sie war wahrscheinlich während der Kaltphasen des Pleistozän deutlich ausgedehnter.
Tympanoctomys im engeren Sinne umfasst drei heute lebende und eine ausgestorbene Art:
- Tympanoctomys barrerae Lawrence, 1941 (Rote Viscacharatte)
- † Tympanoctomys cordubensis Ameghino, 1889
- Tympanoctomys kirchnerorum Teta, Pardiñas, Sauthier & Gallardo, 2014 (Kirchner-Viscacharatte)
- Tympanoctomys loschalchalerosorum Mares, Braun, Barquez & Díaz, 2000 (Chalchaleros-Viscacharatte)

Die ausgestorbene Form Tympanoctomys cordubensis trat im ausgehenden Unterpleistozän vor 900.000 bis 780.000 Jahren im zentralen Bereich des heutigen Argentinien auf, östlich außerhalb des heutigen Verbreitungsgebietes. Es sind aber nur zwei Fundpunkte bekannt, einer bei Córdoba und einer an der Atlantikküste bei Mar del Plata. Das bisherige Fundmaterial umfasst zwei Unterkiefer. Die Form wurde mehr als 50 Jahre vor der Einführung der Roten Viscacharatte als lebendem Vertreter aufgestellt, ursprünglich aber mit Pithanotomys cordubensis bezeichnet. Erst 2002 erfolgte eine Zuweisung zu Tympanoctomys.
Die Gattung Tympanoctomys wurde im Jahr 1942 von José Yepes wissenschaftlich benannt. Yepes wies damit der Roten Viscacharatte, die 1941 als Octomys barrerae ihre Erstbeschreibung erhielt, eine neue Stellung zu, den Namen hatte er aber als Nomen nudum bereits 1940 gebraucht. Der Gattungsname Tympanoctomys setzt sich aus dem griechischen Wort τύμπανο (tympano „Pauke“, „Trommel“) und der wissenschaftlichen Bezeichnung der Viscacharatte zusammen. Der erste Wortteil bezieht sich auf die aufgeblähte Paukenblase, der zweite auf die 8-förmigen hinteren Backenzähne.

## Bedrohung und Schutz
Beide Arten sind in ihrem Bestand gefährdet. Sie stellen Habitatspezialisten dar, die nur in begrenzten, extrem trockenen Gebieten vorkommen. Das Verbreitungsgebiet der Roten Viscacharatte ist dadurch stark fragmentiert, die Kirchner-Viscacharatte wurde bisher nur an einer Lokalität nachgewiesen.